# Ficus bullenei
Ficus bullenei är en mullbärsväxtart som beskrevs av Ivan Murray Johnston. Ficus bullenei ingår i släktet fikonsläktet, och familjen mullbärsväxter. Inga underarter finns listade i Catalogue of Life.